# Halgerda okinawa
Espèce
Halgerda okinawa est une espèce de nudibranches du genre Halgerda, de la famille des Discodorididae.

## Répartition géographique
Cette espèce a été décrite de l'île de Seragaki, dans l'archipel d'Okinawa au Japon mais elle est également présente en Indonésie.

## Description

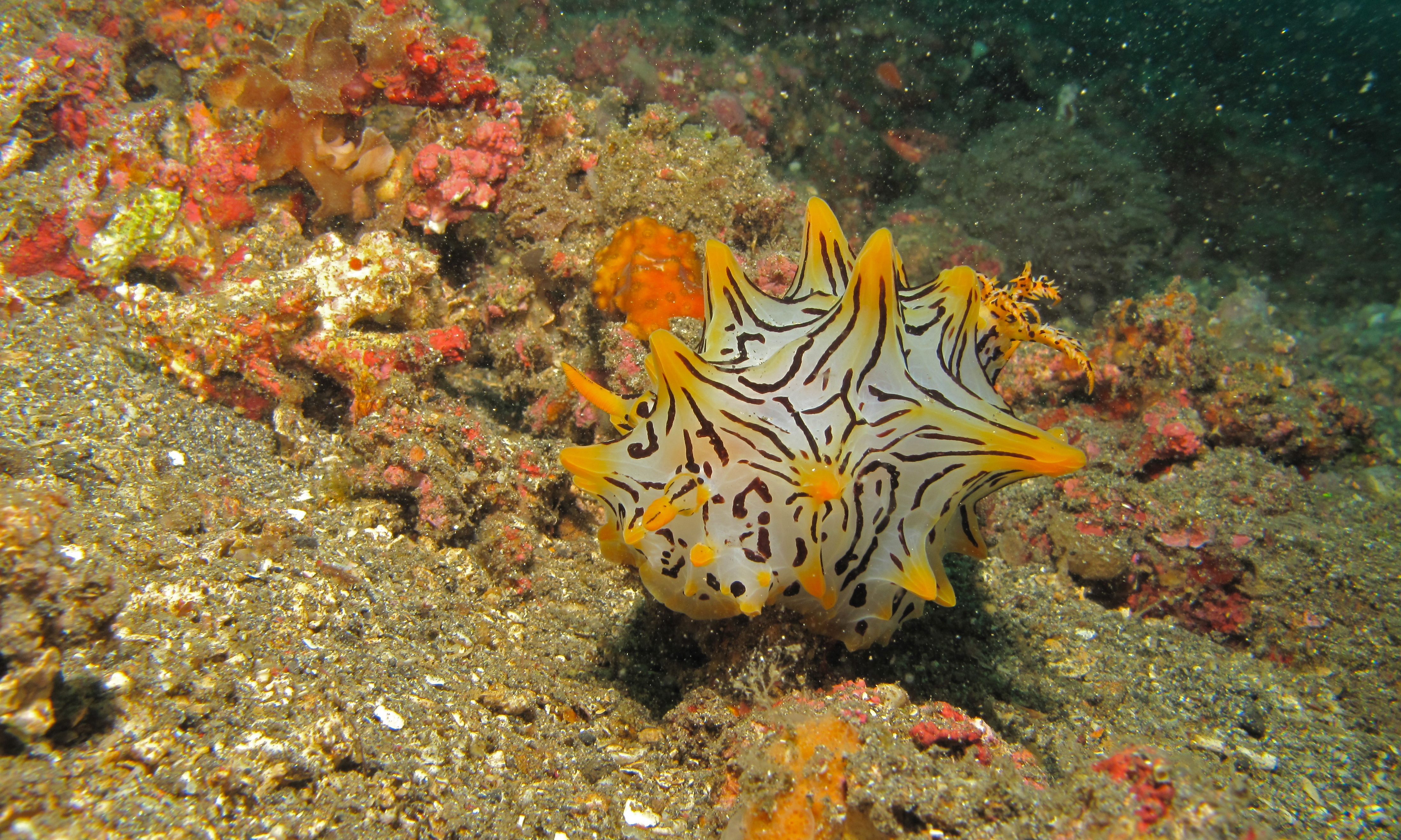
Halgerda okinawa

Halgerda okinawa mesure de l'ordre de 90 mm.
Halgerda okinawa présente un corps ferme, lisse et élevé avec des crêtes et des dépressions typiques du genre avec des tubercules aux jonctions des crêtes. Les gaines rhinophorales et branchiales sont lisses. Les rhinophores sont longs avec un léger angle postérieur. Les branchies sont très pennées et divisées en quatre branches principales.  
Le corps est blanc translucide avec la partie supérieure des tubercules jaune. Une pigmentation foncée tapisse les tubercules et le bord des crêtes. Des taches sombres peuvent être observées partout sur le dos. La base des rhinophores est translucide et le club est jaune. Le côté postérieur des rhinophores arbore une ligne sombre. Les branchies sont d'un jaune brillant à pâle avec des taches sombres éparpillées sur toutes les branches.
La radula présente trois dents externes réduites et non denticulées.
La bourse copulatrice est grande et enveloppée par une prostate glandulaire qui ne recouvre pas la bourse. Le canal déférent est mince et se replie avant d'atteindre la grande gaine pénienne. Le canal vaginal ne s'élargit que légèrement à l'extrémité distale. 

## Espèce similaire
Halgerda okinawa est similaire à Halgerda abyssicola mais s'en distingue par la coloration très différente de ses branchies.

## Publication originale
- Carlson, C. H., Hoff, P. J. 2000 : « Three new Pacific species of Halgerda (Opisthobranchia: Nudibranchia: Doridoidea) ». The Veliger, vol. 43, n. 2, p. 154-163.